# Левель, Анник
Анник Левель (фр. Annick Level, р.5 декабря 1942) — французская фехтовальщица-рапиристка, призёр чемпионатов мира, двукратная чемпионка Франции.

## Биография
Родилась в 1942 году в Тарбе. В 1962 и 1964 годах становилась чемпионкой Франции. В 1964 году приняла участие в Олимпийских играх в Токио, но там французские рапиристки стали лишь 6-ми. В 1966 году стала обладательницей бронзовой медали чемпионата мира.  В 1968 году приняла участие в Олимпийских играх в Мехико, но там французские рапиристки заняли лишь 4-е место. На чемпионате мира 1970 года стала обладательницей бронзовой медали. 